# Stefan Iten
Stefan Iten (Zurigo, 5 febbraio 1985) è un ex calciatore svizzero, difensore.

## Palmarès

### Club

#### Competizioni nazionali
- Coppa del Liechtenstein: 1

Vaduz: 2008-2009

### Nazionale
- Campionato d'Europa Under-17: 1

2002